# Buried Alive by Love
Buried Alive by Love è un singolo del gruppo musicale finlandese HIM, pubblicato nel 2003 ed estratto dall'album Love Metal.

## Tracce
1. Buried Alive by Love (radio edit)
2. Buried Alive by Love (live in Helsinki)

## Video
Il videoclip della canzone è stato diretto da Bam Margera e vede la partecipazione di Juliette Lewis.